# Emanuele Arciuli
Emanuele Arciuli (né le 26 juin 1965 à Galatone) est un pianiste italien.

## Œuvres
- (it) « Il suono giovane e maturo di Dino Ciani », Il giornale della musica, Torino, EDT, no 221,‎ décembre 2005.
- (it) « Il temperamento, una storia del sapere », Il giornale della musica, Torino, EDT, no 223,‎ février 2006.
- (it) « Busoni di Sergio Sablich letto dal pianista Emanuele Arciuli », Leggìo : newsletter trimestrale EDT/Musica, Torino, EDT, no 13,‎ 2007.
- (it) Rifugio intermedio : il pianoforte contemporaneo fra Italia e Stati Uniti, Monfalcone, Teatro comunale, 2006, 159 p. (Service bibliothécaire national TSA0938336). 1 compact disc (69 min 31 s ; 12 cm.)
- (it) Musica per pianoforte negli Stati Uniti : autori, opere, storia, Torino, EDT, 2010, XIV, 329 (ISBN 978-88-6040-524-1).
- (it) Il pianoforte di Leonard Bernstein, Pisa, ETS, 2018, 130 p. (ISBN 978-88-467-5216-1).
- (it) La bellezza della nuova musica, Bari, Dedalo, 2020, 77 p. (ISBN 978-88-220-1605-8).